# Соколов, Пётр Петрович (футболист)
Пётр Петро́вич Соколо́в (16 [28] февраля 1891, Санкт-Петербург — 11 мая 1971, Энчёпинг, Уппсала) — русский футболист, крайний защитник сборной Российской империи. Участник Олимпийских игр 1912 года. Участник Первой мировой войны. После Октябрьской революции 1917 года — военный разведчик, боровшийся против советской власти.

## Биография

### Карьера футболиста
Выступал за клубы «Удельная» (1906—1911) и «Унитас» (1911—1917) (Санкт-Петербург/Петроград). Чемпион России 1912 года. Чемпион Петербурга 1912 года. Обладатель Весеннего кубка 1911, 1912, 1913. За сборную России провёл 4 матча (в том числе 2 матча — за олимпийскую сборную России). Также за сборную России сыграл в 1 неофициальном матче.
Участник Олимпийских игр 1912 года.

#### Матчи за сборную
| Матчи Соколова за сборную Российской империи | Матчи Соколова за сборную Российской империи | Матчи Соколова за сборную Российской империи | Матчи Соколова за сборную Российской империи | Матчи Соколова за сборную Российской империи | Матчи Соколова за сборную Российской империи | Матчи Соколова за сборную Российской империи |
| -------------------------------------------- | -------------------------------------------- | -------------------------------------------- | -------------------------------------------- | -------------------------------------------- | -------------------------------------------- | -------------------------------------------- |
| №                                            | Дата                                         | Оппонент                                     | Счёт                                         | Голы Сычёва                                  | Соревнование                                 |                                              |
| н/о                                          | 22 ноября 1911                               | Англия                                       | 0:11                                         | —                                            | Товарищеский матч                            |                                              |
| 1                                            | 30 июня 1912                                 | Финляндия                                    | 1:2                                          | —                                            | Финальные матчи ОИ-1912                      |                                              |
| 2                                            | 1 июля 1912                                  | Германия                                     | 0:16                                         | —                                            | Финальные матчи ОИ-1912                      |                                              |
| 3                                            | 3 июля 1912                                  | Норвегия                                     | 1:2                                          | —                                            | Товарищеский матч                            |                                              |
| 4                                            | 14 июля 1912                                 | Венгрия                                      | 2:0                                          | —                                            | Товарищеский матч                            |                                              |

Итого по официальным матчам: 4 матча / 0 голов; 0 побед, 0 ничьих, 4 поражения.

### Карьера разведчика
Во время Первой мировой войны поступил в 3-ю Петергофскую школу прапорщиков, которую закончил в 1917 году. В звании старший портупей-юнкер был оставлен при школе. Произведен в прапорщики. Ярый монархист. По данным финской сыскной полиции (ВАЛПО) в 1917 году служил в военной контрразведке в районе Торнио (север Ботнического залива).
С августа 1918 года присоединился к белогвардейской организации, связанной с английской разведкой. В период с 1918 по 1922 годы работал на английскую разведку. Сотрудничал с известным Полом Дюксом.
С 1919 года проживал в Териоки, где руководил разведывательным пунктом (общее руководство в регионе осуществлял бывший прапорщик Николай Бунаков). Во время Кронштадтского восстания (март 1921 года) снарядил в Териоки обоз с мукой и сопровождал его до Кронштадта.
С 1923 года практически возглавлял контрразведку русской эмиграции в Финляндии. Выявлял агентов ОГПУ. Один из активных членов РОВСа в Финляндии. В 1927 году после процесса над 26-ю англо-финскими шпионами в Ленинграде, по требованию советских властей, вынужден был покинуть Териоки и обосноваться в Перкьярви (ныне — Кирилловское). ОГПУ неоднократно пыталось через родственников склонить его к сотрудничеству, но получало неизменный отказ.
В конце 1930 года выехал в Хельсинки. Работал на табачной фабрике «Фенния» грузчиком. Находился под пристальным присмотром и опекой финских властей. С 1936 года стал гражданином Финляндии.
С началом советско-финляндской войны (1939—1940) в звании капитана служил в отделе пропаганды Главного штаба финской армии под командованием майора Калле Лехмуса. Обрабатывал и зачитывал сводки с линии фронта. Редактировал газету для военнопленных «Северное слово» (до сентября 1944 года). Неоднократно выезжал в лагеря советских военнопленных на территории Финляндии и Карелии.
С началом Великой Отечественной войны начал сотрудничать с военной разведкой нацистской Германии Абвер. В разведшколах Абвера готовил диверсантов к заброске в тыл Красной армии. Входил в состав зондеркоманды «Ленинград». Его псевдонимы: «Кольберг», «Симолин», «Соколовский». Борис Бажанов встречался с ним в Хельсинки и безуспешно пытался склонить его к сотрудничеству с власовским движением на предмет подготовки разведкадров. После подписания советско-финского перемирия в сентябре 1944 года бежал в Швецию, бросив в Финляндии жену и трёх детей. В Советском Союзе был объявлен в розыск как государственный преступник.
В Швеции обосновался в Энчёпинге, где работал массажистом в местном спортивном клубе. Женился на шведке Ютте Салин. От брака родились двое сыновей. Сменил имя на Пауль Салин (Paul Sahlin). Умер в 1971 году от опухоли мозга. Погребен на местном кладбище Святого Улофа.

## Футбольные достижения
Санкт-Петербург
- Чемпион Российской империи: 1912
- Чемпион Санкт-Петербурга: 1912
- Бронзовый призёр чемпионата Санкт-Петербурга/Петрограда (3): 1910, 1914, 1917
- Обладатель Кубка Санкт-Петербурга (3): 1911, 1912, 1913
- Финалист Кубка Петрограда: 1915